# Langobardi
Langobardi (također Longobardi ili Lombardi) su germanski narod, podrijetlom iz Skandinavije. Njihovo osvajanje i naseljenje Italije u 6. stoljeću predstavlja konačni kraj političkih institucija Zapadnoga Rimskog Carstva.

## Povijest

### Podrijetlo
Langobardska predaja, sačuvana u djelu Origo Gentis Langobardorum (Podrijetlo langobardskog naroda), opisuje kako su Langobardi napustili Skandinaviju pod vodstvom Ibora i Agija i naselili se u području oko donjeg toka rijeke Labe, o čemu svjedoči rimski povjesničar Tacit krajem prvog stoljeća (98. n.e.):
Naprotiv, Langobardima je na ponos njihova malobrojnost, jer oni, iako okruženi mnogima moćnim narodima,
zavrjeđuju svoju opstojnost ne uslužnošću i ustupanjem, već borbenošću i odvažnošću. (Tacit, Germania)
Podrijetlo langobardskoga imena nije potpuno poznato. Origo kaže kako je to ime narodu, koji je dotad nosio ime Winili, dao sam bog Odin i znači dugobradi (njem. lang = dug + bart = brada). Ta se legenda može shvatiti kao želja za božanskim legitimitetom, s obzirom kako je u germanskoj mitologiji brada osnovna odlika boga Odina, koga se ponekad i naziva Dugobradim ili Sivobradim. Pretpostavka drugih je kako ime dolazi od Langobardima specifičnog oružja - sjekire s dugom oštricom (stari gornjonjemački barta = sjekira). Treći, pak, tvrde kako je langobardsko ime povezano s prostranim ravnicama doline rijeke Labe gdje su ih Rimljani zatekli (stari gornjonjemački bord = obalna ravan).
Tijekom prvog stoljeća Langobardi su, u zajednici s drugim germanskim plemenima - poimenice Svevima, Alemanima i Sasima – živjeli u području današnje sjeverozapadne Njemačke. U četvrtom stoljeću Velika seoba naroda pokrenula ih je prema jugu. Krajem petog stoljećaLangobardi su se našli u današnjoj Austriji, u području koje su, prije stapanja s Ostrogotima, naseljavali Rugijci, a početkom šestog stoljeća, vođeni kraljem Wachom, naselili su rimsku provinciju Panoniju kao federati, uz dozvolu cara Justinijana. Savezništvo Langobarda i Bizanta vodi langobardsku vojsku u oslobađanje Italije od Ostrogota, gdje pomažu njihov potpunu uništenju 552. u bitci kod Tagine.

### Osvajanje Italije
Na svjetsku scenu Langobarde dovodi kralj Alboin. Došavši na vlast 560. Alboin se morao suočiti s prijetnjom Avara koji su sa sjevera provalili u Panonsku nizinu. Stoga je Alboin prvo porazio susjedne Gepide i pokorio ih (566.), a onda, u proljece 568., poveo Langobarde preko Julijskih Alpi, zajedno s Bavarcima, Sasima, Gepidima i Tirinžanima, te Bugarima, u osvajanje sjeverne Italije.
Sljedeće godine Cividale u sjevernoj pokrajini Furlaniji postaje prvim važnijim gradom koji pada pod langobardsku vlast. Tu Alboin uspostavlja prvo langobardsko vojvodstvo i daje naslov vojvode svom sinovcu,
Gisulfu. Iste godine Langobardi osvajaju Vicenzu, Veronu i Bresciu, a potom i najznačajniji rimski grad u sjevernoj Italiji, Milano.
Nakon trogodišnje opsade Langobardi osvajaju Paviju i uspostavljaju u njoj sjedište langobardskog kraljevstva u Italiji. Alboinovo umorstvo (572.) dovodi na prijestolje Klefa, koji nastavlja i
privodi kraju osvajanje cijele Toskane, prije nasilne smrti 574.
Dvije odvojene langobardske vojske prodiru prema unutrašnjosti, odnosno jugu Italije, i osnivaju vojvodstva oko istoimenih gradova: jedni, pod vodstvom Farualda, osnivaju Spoletsko vojvodstvo (570.), a drugi, pod vodstvom Zotta, Beneventsko vojvodstvo (576.); ove će se dva vojvodstva većinom razvijati i djelovati neovisno od
kraljevske vlasti u Paviji.
Autoritet kraljevstva raspao se u interregnumu koji je nastupio Klefovom smrću, kad su vojvode odbili izabrati novoga kralja. U tom razdoblju vojvodstva djeluju samostalno, često u opoziciji jedno drugom, i nerijetko motivirana u međusobni sukob bizantskim novcem.

### Langobardsko kraljevstvo

#### Bavarska dinastija (I)
God. 584., langobardski plemenitaši, suočeni s franačkom prijetnjom sa sjevera, i k tomu prijetnjom bizantsko-franačkog saveza, izabrali su Klefova sina, Autarija, za kralja, ustupivši mu Pavijsko vojvodstvo i polovicu
svojih vojvodskih posjeda. Autharijevu vladavinu obilježili su ratovi s Francima, Bizantincima i pobunjenim langobardskim vojvodama. Usprkos franačkim upadima, zbog kojih su Langobardi nekoliko desetljeća morali priznavati franačku prevlast, plaćati danak i slati svoje ratnike u franačke ratove, Autarije je proširio teritorij kraljevine: na istoku je osvojio bizantski Comacchio i tako prekinuo razmjenu dobara između dva najvažnija centra Egzarhata, Ravene i Padove, a na jugu je priključio kraljevstvu područja južno od Beneventa sve do Reggia u Kalabriji. Brak s Teodelindom, katoličkom kćeri bavarskog kneza Garibalda, i njezini napori u smjeru pokrštavanja Langobarda, postavili su temelje boljim odnosima Langobarda s
papinstvom. Iz ove bračne i političke veze se rađa Bavarska dinastija – niz kraljeva krvlju vezana za Garibalda (isprva preko Teodelinde, a kasnije preko njezina brata, Gundoalda), koja će, s manjim prekidima, vladati kraljevstvom sljedećih 130 godina.
Nakon Autarijeve smrti (590.) langobardski plemenitaši, po savjetu Teodelinde, izabiru za novoga kralja Agilulfa, torinskog vojvodu, koji sljedece godine uzima Teodolindu za ženu. Agilulfu pogoduju primirja s Francima (592.) i papom (598.), pa se teritorij kraljevstva širi na račun Bizanta, kojemu oduzima Sutrij i Peruggiju. Nakon kratkotrajnog primirja (598. – 599.), Agilulf nastavlja ratovati protiv Bizanta, oduzevši mu Padovu (601.), Cremonu i Mantovu (603.). 605. sklopljen je mirovni ugovor, kojim bizantski car Foka ustupa kralju grad Orvieto, priznaje tadašnje granice Langobardskog kraljevstva i Ravenskog egzarhata kao trajne, te se
obvezuje plaćati Agilulfu danak. Kralj Agilulf prvi koristi rimsko i bizantsko znanje i običaje: preuzima rimske dvorske ceremonije i upošljava rimske političke upravitelje. Za Agilulfove vladavine započinje proces priklanjanja Langobarda katoličkoj vjeri (umjesto arijanstva koje su tada
većinom slijedili); cijelo će 7. stoljeće biti obilježeno borbom za vlast između katoličkih i arijanskih plemenitaša.
Agilulfa je 616. naslijedio njegov sin, Adoald. Budući da je Adoaldu bilo svega 14 godina, Teodolinda, njegova majka, isprva vlada u njegovo ime. Adoaldovo psihičko zdravlje nije bilo na kraljevskoj razini, pa ga 626. s prijestolja, s potporom vojvoda, uklanja Arioald, torinski vojvoda oženjen Gundibergom, kćeri Agilulfa i Teolinde. Arioald ponovno priklanja Langobarde arijanstvu, pa je i njegov nasljednik, Rotarije, vojvoda od Brescije, koji na prijestolje dolazi 636., arijanske vjere. Rotarijeva vladavina smatra se vrlo značajnom u povijesti kraljevstva Langobarda;
Osvojio je prvo Genovu (641.), a potom i cijelu Liguriju (643.)., te Veneto, uključujući grad Opiterg; svojim je osvajačkim pohodima Rotarije sveo bizantske posjede u Italiji na samu okolicu Ravene. 643. kralj izdaje Rotarijev edikt, prvi pisani skup langobardskih zakona i običaja, napisan na latinskom jeziku.

#### Bavarska dinastija (II)
Poslije svega šest mjeseci vladavine Rotarijeva mladoga sina, Rodoalda, vojvode na njegovo mjesto izabiru Ariperta, sina Gudoalda, brata bivše kraljice Teodolinde. Ariperta, katolika, je trebao naslijediti njegov prvorođeni sin, Godepert, koji je, međutim, bio priklonjen arijanskoj vjeri, te je stoga Aripert odlučio podijeliti prijestolje: Godepert bi vladao u Paviji, a Perktarit, mlađi sin i katolik, bi vladao u Milanu; tu je želju vijeće vojvoda učinilo punopravnom nakon kraljeve smrti 661. Već sljedeće godine, pak, Godepert je započeo rat protiv svog brata, i pokušao dobiti pomoć moćnoga beneventskog vojvode arijanske vjere, Grimoalda. Grimoald, međutim, ubija Godeperta, a potom zbacuje Perktarita s milanskog prijestolja, izgnavši ga iz kraljevstva, te tako postaje de facto kralj Langobarda; neposredno kasnije svoj kraljevski legitimitet je učvrstio oženivši se Godepertovom sestrom.
Grimoaldova vladavina je jedna od rijetkih prilika u povijesti kraljevstva kad kralj ujedno vlada i beneventskim vojvodstvom. Grimoald i njegov sin, Romuald, koga je kralj postavio vojvodom u Beneventu, nanijeli su značajne poraze Bizantincima i proširili kraljevstvo na istok i jug: nakon što je Grimoald obranio Benevent od bizantske opsade (661.), Romuald osvaja
Tarent i Brindisi na jugu, a Grimoald Forli na sjeveru. Obranio je kraljevstvo od franačkih, slavenskih i avarskih napada, te od unutarnjih nereda, porazivši vladare vojvodstava Furlanije i Spoleta.

#### Bavarska dinastija (III)
Nakon Grimoaldove smrti (671.), Garibald, njegov mlađi sin, vladao je Langobardima cijela tri mjeseca, dok pristaše izgnanoga Perktarita nisu vratili tog bivšeg kralja na prijestolje. Perktarit guši pobunu vojvode od Trenta, Alagisa, vođe arijanskih plemenitaša, ali ne ubija tog pobunjenog vojvodu, u duhu pomirbe katolika i arijanaca. Ta se dobra namjera pokazala lošom odlukom kad se 688., nakon Perktaritove smrti, Alagis buni protiv novoga kralja, Perktaritova sina Cuniperta, i dvije godine uzurpira prijestolje; Cunipert ga je konačno porazio i ubio u bitci na rogu rijeke Adde (689.) i tako povratio vlast bavarskoj dinastiji.
U razdoblju od dvanaest godina poslije Cunipertove smrti (700. – 712.), na langobardskom prijestolju su se smijenila čak četiri kralja, i nijedan od njih nije našao vremena previše uživati kraljevske časti, što zbog unutarnjih previranja, što zbog barbarskih napada sa sjevera. Cunipertova sina, Liutperta, i njegova kneza namjesnika, Anspranda, s prijestolja je 701. zbacio Raginpert, torinski vojvoda i sin bivšega kralja Godeperta (i time Luitpertov pra-ujak); nakon što je Liutpert povratio prijestolje poslije Raginpertove smrti, ubio ga je Raginpertov sin, Aripert, izgnavši Anspranda iz kraljevstva. Nazvan po svom pradjedu i bivšem kralju, Aripert II je vladao do 711., kad se na čelu nogobrojne bavarske vojske sa sjevera spustio izgnani Ansprand kako bi ga, uz potporu venetskih vojvoda, svrgnuo. Aripert II, posljednji izdanak Bavarske dinastije, tako je, ironijom, poginuo u bijegu od vojske većinom sačinjene od Bavaraca.

#### Liutprandova vladavina
Ansprand je vladao nepuna četiri mjeseca 712. kad ga je snašla prirodna smrt; njegov sin, Liutprand, naslijedio je prijestolje i postao najuspješnijim kraljem u povijesti lombardskog kraljevstva, vrativši kraljevskoj kruni moć i donijevši langobardskoj državi novi vrhunac snage. Iskoristio je ikonoklastičnu krizu kako bi od Bizanta oduzeo Bolognu, Osimo, Rimini, Anconu, i umalo i samu Ravenu. Uz bizantsku je pomoć 729. potčinio kraljevskoj vlasti neovisna vojvodstva Spoleto i Benevento; lombardski kraljevi poslije Luitpranda također nose naslov spoletskoga vojvode. Iste godine sprječio je sukob pape i egzarha, postavivši se u ulogu pregovaratelja, te tako onemogućio potpunu prevlast bizantskoga cara nad papom. Ušao je u povijest kao prvi germanski kralj koji je proširio papinsku vlast izvan teritorija rimske kneževine, darujući 728. Grguru II. grad Sutrij. Liutprand se pokazao ne samo kao izvanredan ratnik i predan katolik, već kao i suvremen zakonodavac, iscrpno dopunivši Rotarijev Edikt novim zakonima, u duhu Rimskog Zakonika. Za razliku od svojih prethodnika, Liutprand je osigurao sjeverne granice skovavši savez s Francima, te čak pomaže Karlu Martelu poraziti Maure u današnjoj južnoj Francuskoj. Langobardsko se kraljevstvo 744., godine Luitprandove smrti, prostiralo cijelom kontinentskom Italijom, s izuzetkom krajnjih dijelova poluotoka Kalabrije i Apulije, uskoga priobalnog pojasa oko Napulja, okolice Ravene, Venecije i njezina izravna zaleđa, te Rima i okolice (uključujući papinski teritorij koje je Svetoj Stolici
darovao Luitprand).

#### Svršetak kraljevstva
Lombardski su knezovi mandat Hildepranda, Liutprandova unuka i sukralja, na prijestolju učinili kratkim, i krunu podarili Rathisu, knezu Friulija. 749. Ratchis svojom voljom napušta prijestolje, koje nasljeđuje njegov brat, Aistulf. Iako je Aistulfu prvomu u lombardskoj povijesti uspjelo osvojiti Ravenu, uskoro ju je i izgubio: kad je Aistulf zaprijetio osvajanjem Rima ako mu Sveti Otac ne pristane plaćati danak, papa Stjepan II. zatražio je pomoć novookrunjenoga franačkog kralja, Pipina Malog, koji je porazio Aistulfa i oduzeo Langobardima gradove u Toskani, Emiliji i Pentapolisu, te ih darovao izravno papi. Aistulf umire 757. i iste godine prijestolje zauzima posljednji langobardski kralj Deziderije.
Deziderijeva vladavina započela je u duhu suradnje sa susjedima: papa Stjepan II pomogao mu je obraniti prijestolje od bivšeg kralja Rathisa, a Deziderije je obećao vratiti papi oduzete gradove u zaleđu Rima; novoga franačkog sukralja, Karla Velikog, Deziderije je dogovorio učiniti saveznikom dajući mu svoju kćer za ženu. Stjepanovu nasljedniku, Stjepanu III., međutim, nije odgovaralo savezništvo Franaka i Langobarda, te potiče vojvode Spoleta i Beneventa na ponovno odvajanje od kraljevstva; Deziderije guši u krvi beneventsku pobunu i postavlja novoga vojvodu, te zbacuje spoletskog vojvodu s vlasti i sam preuzima vlast u Spoletu. Karlov razvod od Deziderijeve kćeri Gerperge (771.) i dolazak na vlast novoga pape, Hadrijana I. (772.), dovode do rata između pape i Langobarda. Na papino inzistiranje 773. Karlo Veliki napada Langobardsko kraljevstvo i opsjeda glavni grad Paviju, dok mu se sljedeće godine Deziderije nije predao. Karlo se kruni lombardskom krunom, što je za germanske narode potez bez presedana, i postaje ujedno i kraljem Langobarda. Tako nestaje neovisnoga langobardskog kraljevstva u Italiji.

### Lombardske zemlje poslije nestanka kraljevstva
Iako se langobardsko kraljevstvo stopilo u franačku državu likom Karla Velikog, langobardskim vojvodstvima južno od Rima, naročito Beneventom, nastavljaju vladati lombardski plemenitaši.

#### Spoleto
U Spoletskom vojvodstvu langobardska vlast traje kratko nakon Deziderijeva poraza, svega dvije godine: 776. Karlo osvaja Spoleto i poklanja ga papi.Povijest vojvodstva od tad više nije lombardska povijest, osim u dvjema prilikama u 10. stoljeću. Alberik I vlada Spoletom, uz blagoslov kralja Berengara I., između 900. i 922.; poslije njegove smrti, Spoleto ponovno postaje papinski. Car Oton I. Veliki poklanja spoletsko vojvodstvo beneventskom knezu Pandulfu 967. zbog njegovih zasluga u borbi protiv Arapa na jugu apeninskog poluotoka, ali ga oduzima Pandulfovom nasljedniku Landulfu (981.) i daje Trazimundu (do 989.); otad su vladari Spoleta, osim pape, franački plemenitaši iz italske loze.

#### Benevento
U Beneventu, vojvoda Arehis II. odmah poslije Karlova osvajanje Pavije uzima titulu kneza, kako bi naglasio svoju neovisnost od Franaka. Iako ga je Karlo iste godine porazio i nagnao pokloniti se franačkoj vlasti, Arehisova poslušnost nije bila duga vijeka. Karlo, a kasnije i njegov sin Ludovik I. Pobožni, nekoliko su puta pokušali podvrgnuti beneventsku kneževinu franačkoj kruni, no njihova vlast u Beneventu nikad nije bila dugotrajna i potpuna. Beneventski knezovi koristili su franačku pomoć i priznavali njihovu vlast kad im je to bilo od koristi – kao 788. kad je vlast u Beneventu bez uspjeha pokušao preuzeti sin bivšega kralja Deziderija, Adelhis – ali su većinom vladali neovisno od Franaka. Pod vodstvom kneza Sikarda (832. – 839.) teritorij Beneventa širi se na račun bizantskih posjeda na jugu Italije, ali knezovom smrću nastupa građanski rat, po završetku kojeg (849.) se od Beneventa odcjepljuje Salerno i postaje neovisnom
kneževinom; Salernu pripada zapad dotadašnje beneventske kneževine, odnosno obala Tirenskoga mora, a Beneventu istok, odnosno obala Jadranskoga mora. 899. kapuanski knez Atenulf sjedinjuje Capuu i Benevento, a cijela lombardska južna Italija na kratko (967. – 981.) postaje sjedinjena u liku Atenulfova praunuka, Pandulfa, koji drži titule kneza Beneventa, Salerna i Capue, te vojvode od Spoleta, i čijom zaslugom Benevento postaje nadbiskupijom. Poslije Pandulfove smrti beneventska kneževina, ponovno odvojena od sestrinskih
kneževina, gubi važnost i teritorij; 1053. osvajaju je Normani i trajno poklanjaju papi 1081.

#### Salerno
Salerno se razvija kao neovisna kneževina od 849. Nakon razdoblja borbe zavlast, Salernom od 861. vlada lokalna plemenitaška obitelj Daufer. Pod Guaimarom, i još više pod njegovim sinom istoga imena, Salernov ugled rastao je pobjedama protiv Arapa, a teritorij uspjesima protiv Bizanta, iako se na početku njegove vladavine od Salerna odcjepljuje Capua. Dauferska vlast završila je smrću Gisulfa 978., koga nasljeđuje beneventski knez Pandulf. 
Kratka vladavina rimskih knezova Amalfija (981. – 983.) prekinula je niz langobardskih vladara, da bi poslije toga novu dinastiju u Salernu započeo Ivan II. Vladavina Ivana i njegovih sinova, Guaimara III. i Guaimara IV. razdoblje je jačanja salernitanskog ugleda i moći, uvelike zaslugom povezivanja Guaimara IV s carem Konradom. Poslije Guaimarove smrti 1052. važnost kneževine opada; Salerno ostaje u langobardskoj vlasti do 1077. kad ga sa svojim Normanima osvaja Robert Guiscard.

#### Capua
Capua se kao neovisna kneževina odcjepljuje od Salerna 862. pod vodstvom kneza Panda. 887. na vlast u Capui dolazi Atenulf, koji kasnije osvaja Benevento i čiji potomak Pandulf će vladati Capuom kao dijelom sjedinjenih langobardskih kneževina do 981. Niz langobardskih vladara Capue prestaje 1062. kad kneževinu iz ruku Landulfa VIII. uzima normanski grof Richard is obitelji Drengota.

## Jezik
Langobardi su govorili langobardijskim jezikom, germanskim jezikom iz obitelji gornjonjemačkih dijalekata. Kako su Langobardi prihvatili latinski jezik, njihov je izvorni jezik nestao iz uporabe vrlo rano, u 8. stoljeću; u razvijenom srednjem vijeku nitko ga više nije znao govoriti.

## Vlast i zakoni
Slično drugim germanskim narodima Langobardi su živjeli u plemenima i obvezivali su ih plemenski zakoni. Gledano kroz prizmu rimskih zakona,
langobardski su zakoni bili barbarski: glavni cilj im nije bio kažnjavanje zlodjela, već naknada oštećenoj stranci, bilo u novcu ili dobrima.
Prije 4. stoljeća Langobardi su se uglavnom bavili ratarstvom i stočarstvom. Nakon selidbe u Panonsku nizinu ustroj se langobardskog društva mijenja. Kako bi bili učinkoviti bizantski saveznici u boju, langobardska društvena piramida poprima vojnički izgled: od značaja, u političkom smislu, su samo langobardski vojnici – oni koji nose oružje; plemenski poglavnici sad su i generali, a njihovi krvni srodnici za koje se skrbe ujedno i njihovi vojnici;
Kralj više nije samo poglavar cijeloga naroda, već i njihov vrhovni vojni zapovjednik, a njegova vlast ovisi o povjerenju koje mu daju isključivo
podanici-ratnici. Takvo je langobardsko društvo u doba njihova osvajanja Italije: ne postoji nikakvo razlučenje između vojničkih i političkih funkcija; jedino izborno tijelo je skup svih plemenskih poglavara čiji je zadatak izabrati kralja.
U svom osvajanju Italije kralj Alboin osnivat će vojvodstva u osvojenim gradovima i svoje će generale ustoličavati vojvodama. Po završetku njegova
pohoda 36 vojvodstava (upravnih jedinica) činilo je novo kraljevstvo; na čelu svake je stajao vojvoda (dux), član kraljevske obitelji ili plemenski poglavar; iz vojvodstava je dio teritorija izdvojen i predstavljao je oblast kraljevske ovlasti. Budući da je učinkovito upravljanje tolikim teritorijem bila nepoznanica Langobardima, oni usvajaju rimske zemljišne zakone, čime prjelaze iz tradicije plemenskog vlasništva u rimski sustav privatnog vlasništva. Nerijetko postavljaju Rimljane s administrativnim iskustvom na mjesta kraljevskih upravitelja (gastaldi). Vojvode i gastaldi predstavljaju zakondavnu, izvršnu (uključujući vojnu) i sudsku lokalnu vlast – vojvode u gradovima koji nisu u posjedu kralja, a gastaldi u ostalim gradovima. Vojvode, dakako, za razliku od gastalda,
sudjeluju u političkom životu na razini kraljevstva i njihovi su naslovi nerijetko nasljedni; vojvode su, u svojoj želji za što većom autonomnosti, često kraljevi neprijatelji.
Iako važan dokument u povijesti Lombarda, Rotarijev Edikt nije imao rimski pristup zakonodavstvu, niti je sklopljen u duhu kršćanskog pogleda na svijet, već samo daje pismeni oblik langobardskim plemenskim zakonima o naknadi oštećenim strankama, propisima dvoboja i procesu nasljeđivanja; za Rotarijeve vladavine, a i kasnije, jedini rimski zakoni značajni langobardskom kraljevstvu su zakoni o privatnom vlasništvu, kako zemlje, tako stvari i robova. K tomu, edikt se odnosio samo na Lombarde, ne nužno i na druge narode koji su živjeli pod langobardskom vlašću; od Rimljana u langobardskom kraljevstvu se očekivalo poštovati Rimski Zakonik.
Naprotiv tomu, Liutprandovi dodaci Rotarijevu ediktu odlikuju se kvalitetom rimskih zakona; on donosi zakone kojima se svim (slobodnim) podanicima jamči pravednost sudbenog procesa i pravo na žalbu, te zakone o uspostavi pravnih ustanova koje će se baviti žalbama građana. Od Liutprandove vladavine zakoni kraljevstva se sve više odlikuju rimskim duhom: iako se osnove langobardskih plemenskih zakona poštuju s jednakim žarom, okolnosti i način na koji se ti zakoni provode su istančaniji i osjetljiviji – civiliziraniji u suvremenom smislu.

## Kultura i umjetnost
Ostavština langobardskih katoličkih kraljeva su brojne romaničke crkve na sjeveru Italije. U tim crkvama očuvana je reljefna umjetnost koju su lombardski kraljevi i vojvode dali stvoriti i svjedoči o pokrštavanju Langobarda. Jedan od ljepših radova, krstionica iz 8. stoljeća, nalazi se danas u crkvenom muzeju u Cividaleu u pokrajini Friuli.
Langobardski kraljevi kuju vlastiti novac od vremena Clephove vladavine. Ispočetka su langobardske kovanice imitacije bizantskog novca i nose imena bizantskih careva. S jačanjem države i središnje kraljevske vlasti pojavljuju se, po prvi put za vladavine Cuniperta (688. – 700.), novci s likovima i imenima langobardskih kraljeva. Ova se tradicija nastavlja u Beneventu nakon pada kraljevstva.
Langobardsko pismo, poznatije kao Beneventsko pismo, jer potječe iz lombardske kneževine Benevento, jedno je od značajnijih srednjovjekovnih latiničnih kaligrafskih sustava. Nastalo je sredinom 8. stoljeća, a posebno je po činjenici kako je to najraniji takav sustav s potpuno razvijenim znacima interpunkcije. Koristili su ga, među brojnim drugima, svećenici iz poznatoga benediktinskog samostana u Monte Cassinu, a u uporabi je bilo sve do 16. stoljeća.
Iz langobardske povijesti preživljava i najstariji simbol monarhističke vlasti u cijeloj Europi: Langobardska željezna kruna. Ta kruna predstavlja ne samo kraljevski autoritet, već se smatra i vjerskom relikvijom, jer je, kako kaže legenda, željezo u njoj iskovano iz čavala s Kristova križa. Iako je Langobardi nisu načinili, prvi su je koristili za krunidbu svojih kraljeva. Kruna je preživjela dugo nakon propasti langobardske države; važni europski vladari su se njome krunili sve do ujedinjenja Italije.

## Ostavština
Ime Lombardia se u ranom srednjem vijeku koristilo kao sinonim za langobardsko kraljevstvo; ime se zadržalo sve do danas, ali mu se vremenom značenje promijenilo, označavajući samo onaj dio sjeverne Italije od Alpa do rijeke Po, sa središtem u Milanu. Danas je Lombardija jedna od najvažnijih pokrajina talijanske države i jedna od tri najbogatija područja u cijeloj Europi.
Kroz to promijenjeno značenje će Langobardi posuditi svoje ime savezu gradova sjeverne Italije skovanom 1167. protiv cara Fridrika Barbarosse, Lombardskom savezu. Slično tomu, kad se govori o Lombardskoj renesansi, misli se na postignuća u arhitekturi koja su u 15. i 16. stoljećima potekla iz Milana i njegove okolice, ne na srednjovjekovne umjetničke tvorevine Langobarda.
Lombardsko ime ostaje i kao naziv skupine srodnih romanskih dijalekata kojima se govori u Lombardiji i južnoj Švicarskoj, a zajedno se nazivaju lombardskim jezikom. Ovaj jezik nije sličan ni blisko srodan starom langobardijskom jeziku kojim su Langobardi govorili u 6. stoljeću.

## Zaključak
Langobardima u korist su išle posljedice Gotskih ratova, koje su ekonomski i politički iscrpile sjever Italije i ostavile slabašne bizantske vojne postrojbe održavati vlast u tom području. Iako su povremeno trpili franačku prevlast sa sjevera, Langobardi su se u svega par desetljeća učvrstili kao glavna zapreka ponovnoj uspostavi carske vlasti u Italiji i iznimna prijetnja Crkvi. Razdoblje njihove vlasti na poluotoku obilježen je nebrojenim sukobima s ravenskim egzarhom i papom, ali također i postupnim pokrštavanjem i prihvaćanjem katoličke vjere. Postupna je također bila i promjena u ulozi langobardskog kraljevstva: od barbarske prijetnje stečevinama rimske civilizacije i katoličke vjere, za vrijeme kralja Alboina, do zaštitnika papinstva i mogućnog nasljednika rimske svjetovne vlasti na zapadu, za vrijeme kralja Luitpranda.
Dva su osnovne uzroka uništenja langobardskoga kraljevstva. Jedan od njih je postupno ideološko udaljavanje, u sprezi sa zemljopisnom udaljenosti, papa u Rimu i careva u Konstantinopolu. Vremenom se pape koncentriraju kako sami osigurati opstojnost Crkve u Rimu, uvidjevši kako je učinkovitost egzarhata slaba, a carska pomoć daleko od bezuvjetne. Stoga pape, s jedne strane, pokušavaju proširiti svoju svjetovnu vlast izvan Rima, a, s druge strane, traže saveznike u germanskim plemenima – poimenice, Grgur II traži saveznika u Liutprandu. Drugi je uzrok jačanje franačke države pod Karlom Martelom, Pepinom Malim i Karlom Velikim. U savezništvu s Francima, germanskim narodom kojima Italija nije prebivalište i kojega vode predani katolici, pape Stjepan III i Adrijan I vide priliku proširiti svoju svjetovnu vlast u Italiji na račun Langobarda, u čemu naposljetku i uspijevaju.
Za razliku od ostrogotske vladavine Italijom, u kojoj nije bilo izrazitih promjena u političkom i kulturnom životu Rimljana jer su ti osvajači prihvatili rimski način postojanja kao svoj i zauzeli ulogu nastavljača tradicije rimskoga carstva na zapadu, langobardska vladavina u potpunosti mijenja život na Apeninskom poluotoku: rimske političke institucije nestaju i zamjenjuje ih langobardski plemenski zakon; većina Rimljana nestaje iz javnog života i postaje drugorazrednim građanima, što kasnije vodi njihovu neprimjetnu stapanju s germanskim osvajačima i prihvaćanju langobardskog političkog života kao svoga. Langobardi vremenom sami postaju italizirani, utoliko što prihvaćaju latinski jezik, običaje rimskih patricija i društvenu dinamiku gradskog života. Langobardski su posljednji val barbarskih plemena sa sjevera i razdoblje njihove vlasti na Apeninskom poluotoku stvara od barbara i Rimljana nerazlučiv spoj – prototip jedinstvenoga talijanskog naroda.

## Poveznice
- Langobardska središta u Italiji
- Langobardska željezna kruna

## Vanjske poveznice
- N. Budak i M. Levak, Langobardi na Istarskoj Enciklopediji
- The Langobards (Lombards)
- Langobardi (esej)  Arhivirana inačica izvorne stranice od 19. rujna 2013. (Wayback Machine)